# Guarda Portuária
A Guarda Portuária (GPort) é um órgão governamental de guarda civil federal que atua ostensivamente, integrante operacional de competências do Sistema Único de Segurança Pública (SUSP) e é subordinada ao Ministério de Portos e Aeroportos, cuja principal função é garantir a segurança com cidadania nos Portos, Terminais e Vias Navegáveis em áreas de interesse da União sob a jurisdição da Autoridade Portuária. Assim, auxilia no combate às mais variadas formas de crimes nos portos federais do Brasil e também monitora, fiscaliza e controla o trânsito de veículos, bens e pessoas. Tem a função de prestar auxílio às autoridades que exerçam suas atribuições nos portos (autoridades: aduaneira, sanitária, marítima, de saúde, polícia marítima etc) em conjunto com órgãos de segurança pública, sendo ainda o órgão executivo do ISPS Code (Código Internacional para Segurança de Portos e Navios) que faz parte da Convenção Internacional para Salvaguarda da Vida Humana no Mar (Convenção SOLAS).
Atualmente a Guarda Portuária é um “órgão” com estrutura regimental própria (conforme disposição da Portaria nº 350/2014 - SEP), em desconcentração necessária das atividades de segurança pública portuária, atuando como órgão executivo do ISPS Code (Código Internacional para Segurança de Portos e Navios), que faz parte da Convenção SOLAS (Convenção Internacional para Salvaguarda da Vida Humana no Mar) em seu capítulo XI-2, e o Brasil como estado-membro da Convenção SOLAS, desde 25 de maio de 1980 por força do Decreto Legislativo nº 11/80, promulgado pelo Decreto nº 87.186, de 18 de maio de 1985 assumiu o compromisso de implementar o Código ISPS, que entrou em vigor em julho de 2004, decorrente dos atentados terrorista acontecidos em 11 de setembro de 2001.
Suas competências são definidas pelo Plano Nacional de Segurança Pública Portuária aprovada pela Resolução 002 de 02 de dezembro de 2002 da Comissão Nacional de Segurança Pública nos Portos, Terminais e Vias Navegáveis do Ministério da Justiça - CONPORTOS. Atualmente também há as Portarias nº 121/2009 e 350/2014 da Secretaria de Portos da Presidência da República.

## História
Embora a História da Guarda Portuária remonte à abertura dos portos do Brasil em 1893, especialmente sob a denominação de "Polícia Interna do Pôrto" (Decreto nº 1.286, de 17 de fevereiro de 1893), a criação da Guarda Portuária é datada, inicialmente pela publicação inserida no Diário Oficial da União, edição do dia 20 de novembro de 1913 em que fora baixado o primeiro “regulamento para o serviço interno da administração e polícia portuária”.
Entretanto, segundo Gomes (2006), podemos ter como marco na história da Guarda Portuária Brasileira, a criação da guarnição do Porto de Santos surgida durante o governo de Floriano Peixoto, por meio do Decreto nº. 1.286, de 17 de fevereiro de 1893, estabelecendo o "Regulamento da Companhia Docas de Santos", e com ele o policiamento interno do Porto de Santos. 
A legislação mais antiga que se conseguiu obter sobre a Guarda Portuária é o Decreto nº 1.582, de 13 de dezembro de 1906, que “autoriza o Presidente da Republica a conceder um anno de licença, com ordenado, ao official da Inspectoria da Policia do Porto do Districto Federal, bacharel Luiz Lisboa da Silva Rosa” (SIC).
Legalmente, a Guarda Portuária existe desde 1934, quando foi criada pelo decreto 24.447 de 22 de junho de 1934, que em seu artigo 8º estabelecia que a polícia interna das instalações portuárias era de competência das administrações portuárias.
Posteriormente, o decreto 8.680 de 5 de fevereiro de 1942, em seus artigos 48 e 49 estabeleceu a personalidade funcional e em 11 junho 1960, o decreto 48.270, em seu artigo 50, criou a Divisão de Polícia Portuária, nome que permaneceu até o final dos anos 60, quando o governo extinguiu a APRJ (Administração dos Portos do Rio de Janeiro) através do decreto-lei 256 de 28 de fevereiro de 1967 e criou a Companhia Docas do Rio de Janeiro (CDRJ), sociedade de economia mista vinculada naquela ocasião ao Departamento Nacional de Portos e Vias Navegáveis do Ministério dos Transportes.
A denominação “Guarda Portuária” só foi atribuída em 1966 através do Decreto-Lei nº 3 de 27 de janeiro de 1966.
Segundo Couto (2006), a Guarda Portuária existe há muito tempo, contudo estavam regulamentadas através do Decreto-Lei nº 3, de 27 janeiro 1966, onde através do Art. 9º, dizia, ipsis litteris:
| Art. 9º As guardas portuárias, como forças de policiamento, ficam subordinadas aos Capitães dos Portos, vedada aos seus integrantes toda e qualquer vinculação ou atividade de caráter sindical. § 1º Ao concessionário caberá a responsabilidade de rotina na escalação, emprêgo e movimentação do pessoal da guarda. § 2º A Guarda Portuária continuará sendo paga pelos concessionários, devendo, para tanto, o Departamento Nacional de Portos e Vias Navegáveis, no cálculo das tarifas, prever os necessários recursos”. |

Seguindo o mesmo paralelo histórico da Polícia Rodoviária Federal que era subordinada ao Departamento Nacional de Estradas e Rodagens do Ministério dos Transportes, a Guarda Portuária, até 1975, era subordinada ao antigo Departamento Nacional de Portos e Vias Navegáveis (DNPVN), autarquia também vinculada ao Ministério dos Transportes extinta e, a partir de 29 de dezembro de 1975 passou para a Portobras (Empresa pública). Contudo, a empresa começou a ser abandonada no fim dos anos 1980, diante da crise no Estado brasileiro, fortemente endividado. Em 12 de abril de 1990, a Portobras foi extinta. As Companhia Docas receberam a atribuição de administrar os portos e conjuntamente com a política nacional de administração dos portos iniciou-se a partir de 1993 com a Lei 8.630/93 (Lei de Modernização dos Portos) a delegação dos portos organizados aos entes federativos.
Em 1982, o então presidente João Figueiredo, através do Decreto nº 87.230 de 31 de maio de 1982 (publicado no D.O.U. de 02 de junho do mesmo ano), aprovou  o Regulamento da Guarda Portuária, que em seu Art. 6º, dizia, ipisis litteris:
"Art. 6º A Guarda Portuária tem por finalidade o policiamento interno das instalações portuárias visando à segurança das pessoas, das instalações e mercadorias existentes no interior dessas instalações."

## Organização
Segundo Júnior (2014), o marco histórico de criação da Guarda Portuária é 1913, com a denominação de "Polícia Portuária" . A Guarda Portuária é "organizada" pela administração portuária e "regulamentada" pela União.
Está presente em quase todos os portos organizados do Brasil e é organizada pelas Administrações Portuárias (sejam elas Empresas Governamentais, Autarquias ou a Administração Direta Federal). São divididas em unidades administrativas chamadas de "Superintendência" (em alguns casos Departamento ou Coordenação, variável conforme Regimento Interno).
Apesar do trabalho uniformizado, a Guarda Portuária não é uma instituição militar - a hierarquia existente dentro do órgão é totalmente baseada nas funções de chefia, que podem ser ocupadas por qualquer guarda. Pode acontecer, por exemplo, de um Guarda Portuário da Segunda Classe ser chefe de um da Classe Especial (considerando o sistema de classes e padrões). Da mesma forma, um guarda que já exerceu uma função de chefia pode retornar às atividades da área operacional.
Quando a Lei 8.630/93 revogou o Decreto nº 24.447/1934, concedeu poder normativo à administração portuária para gerir a Guarda Portuária como bem entendesse, com a redação legal atribuindo à administração portuária, conquanto autoridade portuária, a obrigação de “organizar e regulamentar” a Guarda Portuária, permanecendo assim até 2012 com a edição da Medida Provisória MPV 595/2012.
Segundo Lima (2015), em 2013, com a aprovação da Lei 12.815/2013, o legislador retirou da administração portuária, o poder normativo sobre a Guarda Portuária, onde, a partir de então, a Guarda Portuária passou a seguir toda a regulamentação do “poder concedente”, que, à luz da Lei 8.987/95, especificamente pelo inciso I do art. 2º, - poder concedente: a União, o Estado, o Distrito Federal ou o Município, em cuja competência se encontre o serviço público, precedido ou não da execução de obra pública, objeto de concessão ou permissão - a definição de “poder concedente” é União Federal, tendo em vista que o serviço público prestado nos portos federais é de competência constitucional da União (art. 21, XII, f, CRFB/1988), ou seja, a Guarda Portuária se submete (após a retirada do poder normativo das administrações portuárias) aos normativos próprios da órbita federal.
A corroborar o supracitado, Couto (2006) afirma: “na minha hermenêutica, não consigo entender como poderá uma concessionária, cumprir tal disposto, ou seja, organizar e regulamentar a Guarda Portuária e, como esta desempenharia o seu papel, pois a bem da verdade praticamente é um “corpo de policiais” e polícia é uma função típica de Estado”.
Acerca da regulamentação específica pela União, colaciona-se:
| PROCESSUAL CIVIL. ADMINISTRATIVO. MANDADO DE SEGURANÇA. TERMO DE PERMISSÃO DE USO. DOCUMENTO IDÔNEO À COMPROVAÇÃO DO DIREITO LÍQUIDO E CERTO. ORGANIZAÇÃO DA GUARDA PORTUÁRIA. LEI N.º 12.815/2013. COMPETÊNCIA EXCLUSIVA DA AUTORIDADE PORTUÁRIA. NECESSIDADE DE MANUTENÇÃO DO EQUILÍBRIO ECONÔMICO-FINANCEIRO. TABELA DE TARIFAS DO PORTO DE SANTOS. SERVIÇO DE VIGILÂNCIA. REMUNERAÇÃO POR MEIO DE TARIFA. Omissis. 3. A Lei n.º 12.815, de 5 de junho de 2013, resultado da conversão da Medida Provisória n.º 595, de 6 de dezembro de 2012, que trata da exploração direta e indireta pela União de portos e instalações portuárias e sobre as atividades desempenhadas pelos operadores portuários, dispõe em seu art. 17, § 1º, IV e XV, (...) arrecadar os valores das tarifas relativas às suas atividades, bem como organizar a guarda portuária, em conformidade com a regulamentação expedida pelo poder concedente. Omissis. (TRF-3 - AMS: 11264 SP 0011264-93.2012.4.03.6104, Relator: DESEMBARGADORA FEDERAL CONSUELO YOSHIDA, Data de Julgamento: 22/08/2013, SEXTA TURMA) |

A Guarda Portuária (GP), embora não se classifique juridicamente como 'polícia', vez que no Brasil as polícias são Constitucionais, contudo, assim como outras polícias, também é dotada de unidades de policiamento especializados, como o Operações com Cães Farejadores, cujos integrantes recebem treinamento especializado para atuar em ações específicas - como em Operações de Controle de Distúrbios, Ações Táticas, Anti e Contra Bombas, Tiro de Precisão, ações em área de caatinga etc.
As Equipes de Patrulha (RONDA) contam com Guardas altamente qualificados para as mais diversas situações encontradas nas portos federais.

### Atribuições
| São competências da Guarda Portuária conquanto órgão, na Portaria 350/2014 da Secretaria de Portos da Presidência da República |
| --- |
| - organizar, gerenciar e supervisionar os serviços de segurança portuária (caput do art. 2º); - planejar, gerenciar e executar os serviços de segurança no porto organizado (§3º do art. 2º); - cumprimento dos procedimentos necessários à obtenção e à manutenção da certificação de segurança do porto consignada pela Declaração de Cumprimento expedida pela CONPORTOS (§5º do art. 2º). |

| São atribuições da Guarda Portuária contidas no Plano Nacional de Segurança Pública Portuária: |
| --- |
| - promover a vigilância e a segurança no porto organizado. Na zona primária do porto organizado, a vigilância será levada a efeito com o objetivo de garantir o cumprimento da legislação que regula a entrada, a permanência, a movimentação e a saída de pessoas, veículos, unidades de carga e mercadorias; - prestar auxílio às autoridades que exerçam suas atribuições no porto, sempre que requisitada. Portanto, a Guarda Portuária deverá colaborar com os órgãos de segurança pública e demais autoridades que atuam na área portuária para manutenção da ordem e a prevenção de ilícitos no interior daquelas instalações; - exercer o policiamento interno das instalações do porto; - zelar pela segurança, ordem, disciplina e fiel guarda dos imóveis, equipamentos, mercadorias e outros bens existentes ou depositados na área portuária, sob a responsabilidade da administração portuária; - deter, em flagrante delito, os autores de crimes ou contravenções penais e apreender os instrumentos e objetos que tiverem relação com o fato, entregando-os à autoridade competente; - registrar a ocorrência, quando constatadas atividades ilícitas, acidentes de trabalho, sinistros ou avarias em equipamentos e veículos ou atividades irregulares que venham a prejudicar o andamento das operações portuárias, mantendo a preservação do local do delito, efetuando os levantamentos preliminares e encaminhando-os à autoridade competente; - adotar as seguintes providencias, quando da ausência da autoridade competente, em caso de sinistro, acidente, crime, contravenção penal ou ocorrência anormal: - remover os feridos para o pronto-socorro ou hospital, comunicando, de imediato, o setor de segurança do trabalho; - isolar o local para a realização de verificação e perícias, sempre que possível sem a paralisação das atividades portuárias; - acionar o grupo de combate a incêndio, sempre que necessário. - buscar a integração dos órgãos que compõem a CESPORTOS, para uma ação mais coordenada na prevenção e repressão de atos ilícitos. |

| São competência da Guarda Portuária contida na Portaria 121/2009 da Secretaria de Portos da Presidência da República (art. 5º e 6º da Portaria 121/2009-SEP): |
| --- |
| - Elaborar os procedimentos a serem adotados em casos de sinistro, crime, contravenção penal ou ocorrência anormal. - Exercer a vigilância na área do porto organizado, para garantir o cumprimento da legislação vigente, em especial no tocante ao controle da entrada, permanência, movimentação e saída de pessoas, veículos, unidades de carga e mercadorias; - Prestar auxílio, sempre que requisitada, às autoridades que exerçam atribuições no porto, para a manutenção da ordem e a prevenção de ilícitos; - Auxiliar na apuração de ilícitos e outras ocorrências nas áreas sob responsabilidade da Administração Portuária; - Elaborar, implementar e manter atualizado o Plano de Segurança Pública Portuária; - Prover meios, mecanismos, pessoal e aparelhamento necessários à plena segurança e proteção das instalações portuárias, funcionários, mercadorias, tripulantes e demais pessoas. - (art. 6º) Aprovar serviços de vigilância patrimonial dos beneficiários de concessões, permissões e autorizações, bem como de arrendamentos de instalações portuárias na área do porto organizado. - (art. 6º, § único) orientar serviços de vigilância patrimonial dos beneficiários de concessões, permissões e autorizações, bem como de arrendamentos de instalações portuárias na área do porto organizado. |

| É ainda competência da Guarda Portuária, contida na Norma Regulamentadora NR-29 conforme Portaria SIT 158/2006: |
| --- |
| - (item 29.6.3.4, "a") registrar toda a relação de cargas perigosas recebida do armador ou seu preposto         |

## Estrutura Jurídica
Atualmente, o marco legal da Guarda Portuária é a Lei Federal 12.815/2013.
| Art. 17. A administração do porto é exercida diretamente pela União, pela delegatária ou pela entidade concessionária do porto organizado. § 1o Compete à administração do porto organizado, denominada autoridade portuária: XV - organizar a guarda portuária, em conformidade com a regulamentação expedida pelo poder concedente. |

A definição de Poder Concedente é dada pela Lei 8.987/95, que define:
| Art. 2º, I - poder concedente: a União, o Estado, o Distrito Federal ou o Município, em cuja competência se encontre o serviço público, precedido ou não da execução de obra pública, objeto de concessão ou permissão; |

Portanto, a definição de “poder concedente” é União, pois o serviço público prestado é de competência constitucional da União (art. 21, XII, f, CRFB/1988).

### Plano Nacional de Segurança Pública Portuária
O Plano Nacional de Segurança Pública Portuária é um documento aprovado pela Comissão Nacional de Segurança Pública Portuária que é um compromisso do Estado Brasileiro no combate aos mais diversos tipos de ilícitos praticados nas áreas dos portos, que também são tidas como áreas de fronteira. Tal documento elenca os planos e diretrizes para a atuação conjunta dos diversos órgãos de segurança pública, inclusive a Guarda Portuária, trazendo um rol de atribuições do órgão.

### Portaria 121/2009
A portaria 121/2009 da Secretaria Especial de Portos foi editada na vigência da Lei 8.630/93, quando era possível que a administradora portuária editasse regulamentos e normas para dirigir o serviço da Guarda Portuária em razão do "Poder de Organização" do direito trabalhista, consoante o aspecto legal contido na referida lei, que assegurava, até então, que era competência da administradora "organizar e regulamentar" a Guarda Portuária.
Contudo, com o advento da Lei 12.815/2013, o legislador retirou da administração portuária, acertadamente, o poder normativo sobre a Guarda Portuária, onde, a partir de então, a Guarda Portuária passou a seguir toda a regulamentação do “poder concedente”, que, à luz da Lei 8.987/95 , a definição de “poder concedente” é União Federal, pois o serviço público prestado é de competência constitucional da União (art. 21, XII, f, CRFB/1988), ou seja, a Guarda Portuária se submete (após a retirada do poder normativo das administrações portuárias) aos normativos próprios da órbita federal. A título exemplar, os normativos correicionais da Controladoria Geral da União - CGU, aplicação subsidiária de Leis Federais e etc, assim já decidiu a sexta turma do Tribunal Regional Federal da 3ª Região.
Daí então a Portaria 121/2009-SEP ficou quase que completamente revogada tacitamente, vejamos:
Portaria 121/2009-SEP:

(artigos 1º, 2º, 3º revogados tacitamente pela Lei 12.815/2013, uma vez que não compete mais às administrações dos portos regulamentar a Guarda Portuária)
- Art. 1º Dispor sobre as diretrizes e organização das Guardas Portuárias, fixando a orientação para a edição dos seus regulamentos a serem baixados pela Administração do Porto, em cada porto organizado.
- Art. 2º É da competência da Administração organizar e regulamentar os serviços de Guarda Portuária, a fim de prover a vigilância e a segurança.
- § 1º Para os efeitos desta Portaria, consideram-se:
- I - Vigilância e segurança portuária: as ações e procedimentos necessários ao desenvolvimento normal das atividades portuárias, com o propósito de prevenir e evitar atos ou omissões danosas que afetem as pessoas, cargas, instalações e equipamentos na área portuária.
- II - Área Portuária: os ancoradouros, docas, cais, pontes e píeres de atracação e acostagem, terrenos, armazéns, edificações e vias de circulação interna - pertencentes ao Porto Organizado, bem como pela infra-estrutura de proteção e acesso aquaviário ao porto, tais como canais, bacias de evolução, áreas de fundeio.
- Art. 3º O Regulamento da Guarda Portuária conterá, necessariamente: (Seria uma portaria que define o que a própria administração federal fará, logo não há sentido uma vez que foi esvaziada a competência regulamentar da administração portuária)
- Art. 4º A vigilância e a segurança do porto organizado serão promovidas diretamente pela Guarda Portuária. (Revogado em razão de veto presidencial, texto idêntico na Lei 12.815/2013. § 5º do art. 17 “§ 5o  A vigilância e a segurança do porto organizado serão exercidas diretamente pela Guarda Portuária.”

Razões do veto: “O dispositivo pode acarretar conflitos entre as atribuições previstas para a guarda portuária e as competências exercidas privativamente por alguns órgãos públicos no porto. Notadamente, o texto é incompatível com o art. 24, III, do projeto de lei, que estabelece para o Ministério da Fazenda a função de ‘vigilância aduaneira’ e de ‘reprimir o contrabando e o descaminho’. Finalmente, a proposta viola o acordo que havia sido estabelecido entre o Poder Executivo, os representantes do Congresso Nacional e as entidades representativas dos trabalhadores portuários, segundo o qual o tema da guarda portuária seria tratado na forma do inciso XV do próprio art. 17.”)

Artigos não revogados tacitamente da Portaria 121/2009 (arts. 5º e 6º):

- Art. 5º Compete a Guarda Portuária:
- I - Elaborar os procedimentos a serem adotados em casos de sinistro, crime, contravenção penal ou ocorrência anormal.
- II - Exercer a vigilância na área do porto organizado, para garantir o cumprimento da legislação vigente, em especial no tocante ao controle da entrada, permanência, movimentação e saída de pessoas, veículos, unidades de carga e mercadorias;
- III - Prestar auxílio, sempre que requisitada, às autoridades que exerçam atribuições no porto, para a manutenção da ordem e a prevenção de ilícitos;
- IV - Auxiliar na apuração de ilícitos e outras ocorrências nas áreas sob responsabilidade da Administração Portuária;
- V - Elaborar, implementar e manter atualizado o Plano de Segurança Pública Portuária;
- VI - Prover meios, mecanismos, pessoal e aparelhamento necessários à plena segurança e proteção das instalações portuárias, funcionários, mercadorias, tripulantes e demais pessoas.
- Art. 6º Os beneficiários de concessões, permissões e autorizações, bem como de arrendamentos de instalações portuárias na área do porto organizado, poderão ter os seus próprios serviços de vigilância desde que tais serviços tenham a aprovação da Administração do Porto e não interfiram com as atividades da Guarda Portuária.
- Parágrafo único. Os serviços próprios de segurança, consoante o disposto no caput deste artigo, serão sujeitos à orientação da Guarda Portuária.

### Portaria 350/2014
A portaria 350/2014 traz a independência funcional e a inviolabilidade da atividade-fim da Guarda Portuária, determinando, ante a particularidade de cada porto organizado, que seja elaborado um Regimento Interno da Guarda Portuária.
A fim de nortear a questão, é salutar mencionar o “Guia para Elaboração de Regimento Interno”, extraído do anexo da Portaria nº 25 de 24 de Fevereiro de 2012, da Secretaria do Planejamento do Distrito Federal, publicada no DODF nº 40, de 27 de fevereiro de 2012, páginas 11-15, abstrai-se o conceito de Regimento Interno, ipsis litteris:
| Regimento Interno é o documento que apresenta um conjunto de normas estabelecidas para regulamentar a organização e o funcionamento do órgão, detalhando os diversos níveis hierárquicos, as respectivas competências das unidades existentes e os seus relacionamentos internos e externos. Define, também, as competências dos titulares de Cargos de Natureza Especial e em Comissão. O Regimento Interno é o complemento dos atos normativos que definiram a estrutura administrativa, deve ser aprovado pelo titular do órgão e ser posto em vigor por ato administrativo.(g.n.) |

Superada a questão conceitual, frisa-se que qualquer norma prevista no Regimento Interno que tenha caráter punitivo ou que tipifique conduta ilícita, bem como as que extrapolarem a forma e finalidade de um Regimento Interno, padecerá em virtude dos requisitos essenciais à sua validade jurídica, pois, não é possível a livre tipificação de condutas "ilícitas" via documento unilateral, uma vez que estaríamos diante de uma possibilidade da utilização do que seria o "Direito Disciplinar do Inimigo"(LIMA, 2015), onde, algumas normas seriam criadas exclusivamente para perseguir trabalhadores da Guarda Portuária em razão de suas particularidades, seja barba, cabelo etc.
Acerca das funções, a Portaria prevê que funções de chefia e tomada de decisão a a Portaria 350/2014 da Secretaria de Portos determina no §2º do art. 2º que § 2º - Eventuais cargos de supervisão ou chefias de equipes, do quadro próprio, que tenham como função específica a tomada de decisões voltadas à segurança e proteção das instalações portuárias, e que estejam hierarquicamente subordinados ao gestor descrito no § 1º deste artigo, deverão ser preenchidos por integrantes da guarda portuária que tenham, no mínimo, nível médio de escolaridade ou equivalente e que atendam a critérios de capacitação, de experiência e de avaliação periódica estabelecidos no regimento interno do porto.
Não há assim, incidência hierárquica sobre a atividade-fim da Guarda Portuária, sendo ela competente para exclusivamente, independentemente de ingerência do ente paraestatal e seus dirigentes, organizar, gerenciar e supervisionar os serviços de segurança portuária, devendo, contudo, ser aprovado um Regimento Interno disciplinando os órgãos internos da Guarda Portuária, como por exemplo um Núcleo de Corregedoria e Assuntos Internos, Núcleo de Policiamento e Fiscalização, Núcleo de Policiamento Especializado (cães etc... conforme determinar cada Regimento Interno).

#### Regimento Interno e Regulamento - A proposital confusão
Um problema corriqueiro é que em razão da Lei 8.630/93 ter previsto o Poder Normativo da Administração Portuária (com quem o Guarda Portuário possui contrato de trabalho para a percepção de seus vencimentos) há uma proposital confusão de Regimento Interno com Regulamento, e isso deve ser observado com cautela.
O ponto crucial é que um Regimento Interno se faz o uso do Poder Hierárquico da Administração Pública, como já mencionado alhures a questão conceitual. Isso significa que tal poder é exclusivamente para organizar e distribuir as funções de seus órgãos, estabelecendo a relação de subordinação entre o servidores do seu quadro de pessoal, criando repartições dentro da Unidade de Segurança - Guarda Portuária, isso porque, à inteligência do caput do art. 2º da Portaria 350/2014, compete a tal órgão(órgão pois não possui personalidade jurídica), em sua autonomia, nas palavras da norma: organizar, gerenciar e supervisionar os serviços de segurança portuária.
Qualquer norma que a isso ultrapasse possui vício de legalidade.

#### O termo "Unidade de Segurança - US"
O trabalho de pesquisa que deu origem à Portaria 350/2014-SEP é de JÚNIOR, Nataniel da Silva (Técnico em Regulação da ANTAQ, trabalho: As Guardas Portuárias na regulamentação da Segurança Pública Portuária. Brasília – DF: ANTAQ/FGV, Março de 2014), dedicado à pesquisa na área da Guarda Portuária. Em seu trabalho, o autor delineou o que segue:
| As exigências do ISPS Code são inúmeras, que, analisando sob a ótica da legislação pátria, seriam de execução impossíveis se não houver uma unidade de segurança com competência sobre a área jurisdicional do porto, observando a forma e a finalidade, no exercício das atribuições, limitando ou disciplinando os direitos, interesses ou liberdades, regulando a prática de ato ou a abstenção de fato, em razão do interesse público, vez que os portos são de relevante importância estratégica e a segurança portuária é tratada como segurança pública, até mesmo pela existência da Comissão Nacional de Segurança Pública nos Portos da Secretaria Nacional de Segurança Pública. Considerando que tal unidade de segurança, em sua atuação concernente à segurança, à higiene, à ordem, aos costumes, à disciplina, evite os abusos ou os desvios de poder, tal unidade, por força de lei, só pode ser a Guarda Portuária. (JÚNIOR, Nataniel da Silva. As Guardas Portuárias na regulamentação da Segurança Pública Portuária. Brasília – DF: ANTAQ/FGV, Março de 2014, p. 20.) |

Ainda em seu trabalho, o autor explica a utilização do termo:
| O Anexo I da Resolução 12/2013 da CONPORTOS traz a denominação “Unidade de Segurança – US” sem identificar quem são os que compõem tal unidade para o cumprimento do que é determinado no ISPS Code. No que diz respeito a Terminais Privados a Unidade de Segurança - US, por ser privada, fruto de uma relação contratual ou advinda de serviços institucionais de segurança, denominados autossegurança, não pode avocar as funções da Guarda Portuária, pois esta tem caráter de Segurança Pública e aquela de Segurança Privada. As empresas de vigilância armada patrimonial, ainda que façam parte da Unidade de Segurança da Autoridade Portuária por força de um vínculo contratual, não detêm poderes inerentes ao poder de polícia, por ser indelegável. Para citar como exemplo, os vigilantes patrimoniais não podem proceder a uma busca pessoal, que é exercida pelo Estado, e que tem caráter preventivo e processual. (JÚNIOR, Nataniel da Silva. As Guardas Portuárias na regulamentação da Segurança Pública Portuária. Brasília – DF: ANTAQ/FGV, Março de 2014, p. 20.) |

Logo, o termo "Unidade de Segurança - US" usado na Portaria 350/2014 é um termo genérico para designar a Guarda Portuária como órgão planejador, organizador, gerenciador e supervisionador dos serviços de segurança portuária (caput e §3º do art. 2º da Portaria 350/2014-SEP);

### Sistema Único de Segurança Pública - SUSP (Lei 13.675/2018)
Lei sancionada em 11 de junho de 2018, disciplina a organização e o funcionamento dos órgãos responsáveis pela segurança pública e institui o Sistema Único de Segurança Pública - SUSP.
A Guarda Portuária, como Integrante Operacional do SUSP (art. 9º, § 2º, inciso XVI), atua nos limites de sua competência, de forma cooperativa, sistêmica e harmônica com os demais órgãos de Segurança Pública, em operações com planejamento e execução integrados e intercâmbio de conhecimentos técnicos e científicos para atuação na prevenção e no controle qualificado de infrações penais.

## Problemas Legais
Como uma espécie de polícia regulamentar, segundo Júnior (2014) a Guarda Portuária vem agregando esforços para a consecução de ações de Segurança Pública, ainda que ausente de atenção das autoridades quanto à definição mais precisa de sua natureza de trabalho, e, ainda assim, em momento algum se omitiu do seu dever, ora desempenhando de fato o perfil policial, seja nas inúmeras abordagens diárias, ora exercendo o perfil de controle e fiscalização inerentes à Receita Federal, ou ainda o perfil de proteção patrimonial ao guarnecer e zelar pelo patrimônio público da União.

### Terceirização
Segundo Júnior (2014), existem muitas ocasiões em que a Guarda Portuária é usada e tratada como se fossem vigilantes patrimoniais, isso ocorre na contramão das diretrizes do Plano Nacional de Segurança Pública Portuária e não está também em consonância com o Código Internacional para Proteção de Navios e Instalações Portuárias (ISPS CODE) em sua totalidade.
Esse uso da Guarda Portuária como vigilante patrimonial vai também contra o espírito da PEC 59/2007.  Em outras ocasiões, elas são simplesmente substituídas por vigilantes terceirizados, ferindo, de igual forma, os citados diplomas legais  (JÚNIOR, 2014, p. 07).
De acordo com o levantamento feito pela Secretaria Especial de Portos  em novembro de 2013, na classificação de acordo com o vínculo empregatício nos 30 portos pesquisados, 33% dos trabalhadores são funcionários de empresas de segurança privada totalizando 761 empregados terceirizados atuando na segurança portuária, e, em 4 portos, o que representa 13%, não há sequer Guarda Portuária, mas, tão somente, vigilantes de empresas de segurança contratadas pela administração do porto. (JÚNIOR, 2014, p. 22)
O acervo jurisprudencial demonstra de forma inequívoca a impossibilidade de terceirização da atividade da Guarda Portuária, a justificativa é que, além de ser atividade-fim, possui poder de potestade, poder de polícia, foi desta forma que se pronunciou o parquet federal nos autos do Recurso Ordinário 0048200-83.2012.5.17.0013 e que foi decidido, que se transcreve em parte, ipsis litteris:
| “Não podemos esquecer que a atividade da guarda portuária não se trata de uma mera vigilância patrimonial, tratando-se, na verdade, de prerrogativa da autoridade portuária no exercício de seu poder de polícia, que não é passível, pois, de ser transferida a particulares.” “Como bem destacou o MPT na inicial (fl. 7) corresponde ela, na realidade, ao exercício do poder de polícia dentro dos portos, na medida em que lhe cabe o controle de acesso de pessoas e veículos ao Porto Público (restrição ao direito de ir e vir), em benefício da segurança (interesse público).” “Logo, ao transferir a atividade da guarda portuária a empresas particulares, a ré está, ao mesmo tempo, esquivando-se da regra constitucional do concurso público e de cumprir sua atribuição ínsita ao poder de polícia.” |

Segundo Júnior (2014), com relação às Autoridades Portuárias, que, mesmo sendo entidades de direito público ou privado, por força do inciso XV, §1º do art. 17 da Lei 12.815/2013, é de competência das administrações dos portos, organizarem a Guarda Portuária seguindo as diretrizes expedidas pelo poder concedente (União), desta forma, caracterizando-se como uma atividade fim por ter expressa menção no diploma legal atribuído como competência, o que é, uma imposição legal, devendo o administrador tomar as medidas necessárias para cumpri-la .
Se a atual Lei dos Portos, Lei 12.815/2013, bem como a anterior, promovem a privatização da atividade portuária, mantendo a intervenção estatal apenas naquelas atividades indelegáveis do poder público, tais como alfândega, saúde e segurança naval; promove a negociação como base para o funcionamento do porto e designa um administrador portuário, que pode ser a própria União ou uma concessionária pública ou privada, este administrador tem entre suas finalidades a “segurança e vigilância” do porto, que tem poder de polícia derivado da própria Autoridade Portuária. Se não, o porto seria um “condomínio” dos diversos operadores portuários e titulares de instalações portuárias e, aí sim, poderia terceirizar o serviço de vigilância e manter somente tal serviço se esta já não fosse obrigação da Autoridade Portuária que não se limita apenas aos serviços de “vigilância”, mas também abrange a “segurança”, de forma que há uma “polícia regulamentar” intramuros instituída por lei federal (Lei 8.630/93, mantida na Lei 12.815/2013), o que torna evidente e incabível a terceirização.
Há que se verificar que Guarda Portuária tem suas atribuições diferentes daquelas de Vigilantes Patrimoniais, segundo Júnior (2014) uma enorme quantidade de Autoridades Portuárias tem terceirizado a segurança pública portuária quando não, as Guardas Portuárias são usadas e tratadas como se fossem vigilantes patrimoniais .
Inclusive a jurisprudencia já assegura que atividade de Vigilância Patrimonial é distinta e inconfundível e não se equipara com as atividades desenvolvidas pela Guarda Portuária, vide:
| APELAÇÃO. MANDADO DE SEGURANÇA. ADMINISTRATIVO. CONCURSO. CADASTRO DE RESERVA. EXPECTATIVA DE DIREITO. PRAZO DE VALIDADE. CONTRATAÇÃO DE TERCEIRIZADOS. CARGOS DIVERSOS. Omissis. 3- A contratação de sociedade empresarial especializada na prestação de serviço de vigilância armada, realizada pela Companhia Docas do Rio de Janeiro, também não configura a violação ao disposto no artigo 37, inciso II da Constituição da Republica Federativa do Brasil, tendo em vista que a atribuição desempenhada pela Guarda Portuária é distinta da atividade de vigilância armada, cuja contratação tem como propósito suprir a necessidade de exercer a função de segurança patrimonial de seus prédios. 4. Apelação desprovida. (TRF-2, Relator: Desembargador Federal MARCELO PEREIRA DA SILVA, Data de Julgamento: 17/09/2014, OITAVA TURMA ESPECIALIZADA) |

Outro julgado em Tribunal Federal com idêntico teor, ipsis litteris:
| DIREITO ADMINISTRATIVO. APELAÇÃO. MANDADO DE SEGURANÇA. COMPANHIA DOCAS DO RIO DE JANEIRO. CONCURSO PÚBLICO. CADASTRO DE RESERVA. GUARDA PORTUÁRIO. CONTRATAÇÃO DE EMPRESA DE VIGILÂNCIA ARMADA. DIREITO SUBJETIVO À NOMEAÇÃO. INEXISTÊNCIA. 1. Omissis. 2. Omissis. 3. São inconfundíveis a função de guarda portuário, encarregado da ordem interna, com o serviço de vigilância armada prestado por empresas terceirizadas, que se obriga a proteger o patrimônio das zonas portuárias 4. Omissis. 5. Omissis. 7. Omissis. (TRF-2 - AC: 201251010078149 , Relator: Desembargadora Federal NIZETE LOBATO CARMO, Data de Julgamento: 22/01/2014, SEXTA TURMA ESPECIALIZADA, Data de Publicação: 31/01/2014) |

A Secretaria de Inspeção do Trabalho, Unidade Especial de Inspeção do Trabalho Portuário e Aquaviário do Ministério do Trabalho e do Emprego - MTE através da Nota Técnica nº P009 - MTE afirma a impossibilidade da terceirização da Guarda Portuária, concluindo que a Guarda Portuária deve ser organizada pelo Administrador do Porto através de pessoal próprio, contratado a prazo indeterminado e regularmente treinado e supervisionado.
O Tribunal de Contas da União - TCU ao abordar o tema, enfrentando denúncia de terceirização irregular na Companhia Docas do Pará - CDP, manifestou-se:
| Assim, tem-se que as normas de regência da matéria proíbem a terceirização dos serviços de vigilância e segurança portuária, sendo necessário que as Autoridades Portuárias, a exemplo da CDP, desempenhem tais atribuições diretamente por intermédio de seu quadro de pessoal, devendo sempre respeitar a exigência constitucional de concurso público para contratação de pessoal pela Administração Pública (art. 37, inciso II, da Constituição da República). Nesse sentido já se pronunciou este Tribunal de Contas (Acórdãos 8.555/2012-TCU-Segunda Câmara,3.560-TCU-Segunda Câmara, e 6.824/2014-TCU-Segunda Câmara). |

Ao esvaziar as funções originais da Guarda Portuária, convertendo-a em Vigilantes Patrimoniais, as administrações de portos organizados tem infligido, segundo Júnior (2014) um retrocesso institucional em face da Guarda Portuária e o enfraquecimento destas mediante a administração pública, daí que ao confundir propositalmente as funções, inicia-se a terceirização das funções de natureza básica como controle de acessos etc. nos Portos Organizados, ainda conforme Júnior (2014), "o problema cultural, embora o histórico recomende de forma diferente, no sentido em que as Guardas Portuárias são tratadas, vistas e usadas como uma forma anômala de vigilância patrimonial", o que é equivocado, segundo o autor.

#### Projeto de Lei - PL 4330/2004
O PL 4330/2004 que previa a terceirização indiscriminada de serviços inclusive na Administração Pública, previu de forma expressa a impossibilidade de aplicação no que tange à Guarda Portuária. Seguiu para o Senado Federal com o texto vedando a aplicação da possível lei à Guarda Portuária.
O art. 21 do PL 4330/2004 diz: "Art.  21.  O  disposto  nesta  Lei  não  se  aplica  à relação  de  trabalho  doméstico
e  às  Guardas  Portuárias vinculadas às Administrações Portuárias."

### Problema da inexistência de Corregedorias Seccionais
O conceito de corregedoria celetista aplicado a este trabalho é justamente em razão do vínculo formado com a administração portuária, no qual possibilita o recebimento dos salários por parte dos agentes integrante da Guarda Portuária, de sorte que tal vinculo é firmado sob a égide da CLT e não em um regime estatutário (LIMA, 2015, p. 05).
Acerca da necessidade de uma corregedoria, órgão específico para a persecução de procedimentos disciplinares e o controle interno de conduta dos agentes, se faz necessário ante a própria existência do poder-dever da administração pública conhecido como Poder Disciplinar, obviamente, também aplicável às empresas estatais, ora, estas também estão sob as limitações dos princípios constitucionais, e não poderia ser diferente. (LIMA, 2015, p. 08)
Para Costa (2006), num país de quengo jurídico, a realidade consistente no concentrismo processual condicionaria ainda mais a presença da garantia constitucional do devido processo legal no seio da processualística disciplinar, e não o contrário, como costuma ocorrer na nossa prática diuturna forcejada pela administração e, às vezes, homologada por equivocadas decisões judiciais não muito atentas às peculiaridades jurídicas de questões dessa natureza, ressalte-se aqui, sobretudo decisões da Especializada Trabalhista.
A Corregedoria é uma caixa de ressonância dos abusos, também garantindo a seguridade processual e evitando julgamentos de exceção e garantindo a prestação adequada do serviço público ao verdadeiro detentor do poder, o cidadão.
Outrossim, um órgão que não possui uma Corregedoria estaria evidentemente carcomido por interesses divorciados do se entende por interesse público primário como na situação hipotética a pouco supramencionada, e também, por não possuir o canal de comunicação direta com o cidadão (a Corregedoria), este órgão, infelizmente está fadado ao alijamento social e por fim, sua extinção. (LIMA, 2015, p. 09).
A inexistência de Corregedorias Seccionais também é um problema para a liberação dos Portes de Arma. Segundo Lima (2015), são muitos os argumentos que justificam a criação de uma corregedoria própria dentro da Guarda Portuária, não bastasse os argumentos baseados em premissas inegáveis e princípios republicanos, além, é claro, da própria lógica intrínseca visando sempre a manutenção da legalidade seja ela intrínseca ou extrínseca do procedimento correicional, há ainda disposição entendível como um mandamento para a instituição de um órgão para persecução disciplinar dos guardas portuários, contido na Portaria nº 121/2009 da Secretaria de Portos da Presidência da República, que foi a portaria que criou diretrizes para a regulamentação da Guarda Portuária pela respectiva administração portuária a qual o órgão era vinculado, isso em época de vigência da Lei de Modernização dos Portos, Lei 8.630/93. (LIMA, 2015, p. 11)

### Vinculação ao "Dirigente Máximo" e da Inviolabilidade da atividade-fim do Guarda Portuário
Quando se fala em segurança portuária, em especial as Guardas Portuárias que são, a grosso modo, o “braço armado das Autoridades Portuárias”, há a necessidade que no exercício de suas competências não estejam limitadas por interesses particulares, em suma, há a necessidade de que as Guardas Portuárias tenham maior autonomia possível para executar suas funções de forma a estar subordinada minimamente a elementos que não fazem parte diretamente da segurança pública portuária, pois não há como reprimir ilícitos quando há ingerência de diversos “chefes e diretores” que não são ligados ao setor de segurança pública portuária, mas estariam, em uma cadeia hierárquica superior aos agentes de segurança pública, ou seja, superiores à execução e fiscalização da lei,  que desta forma, poderiam simplesmente fazer o que bem entendem sem que o ente fiscalizador de sua conduta discipline direito, interesse ou liberdade em razão de interesse público. (JÚNIOR, 2014, p. 32)
Não obstante a existência do poder hierárquico na administração pública, em especial da administradora portuária (que poderá ser administração direta federal, autarquia, empresa pública ou sociedade de economia mista) para com a Guarda Portuária, tal poder hierárquico deve ser interpretado sistematicamente, verificando-se a compatibilidade do exercício desse poder com a natureza da função do Guarda Portuário, que, não pode, ao bel prazer do administrador, a título exemplar, deixar de efetuar uma prisão em flagrante delito ou ainda, que tal administrador normatize regulamentos que dificultam o exercício da função no tocante à condução de pessoas presas pelo cometimento de flagrante delito, como se depreende da doutrina de Di Pietro , ipsis litteris: 
| Há de se observar que a relação hierárquica é acessória da organização administrativa. Pode haver distribuição de competências dentro da organização administrativa, excluindo-se a relação hierárquica com relação a determinadas atividades. (…) Trata-se de determinadas atividades que, por sua própria natureza, são incompatíveis com uma determinação de comportamento por parte do superior hierárquico. Outras vezes, acontece o mesmo porque a própria lei atribui uma competência, com exclusividade, a determinados órgãos administrativos, em especial os colegiados, excluindo, também, a interferência de órgãos superiores. (g.n.) |

Para Lima (2015), admitir o contrário seria por amarras para que o executor da lei e da ordem deixe de praticar atos necessários (como prisão em flagrante), com receio de vir a sofrer sanções por atos que venham a ferir interesses particulares. Não há assim, incidência hierárquica sobre a atividade-fim da Guarda Portuária.
Com a edição da Portaria nº 350/2014 de 1º de outubro de 2014, da Secretaria de Portos da Presidência da República, gerada em razão do trabalho do autor do supracitado texto sobre a inviolabilidade da atividade fim da Guarda Portuária, esta, saiu do “limbo” hierárquico e passou exclusivamente a ser vinculada ao “dirigente máximo” da administração portuária, conquanto Autoridade Portuária, como órgão (Unidade Administrativa de Segurança), com estrutura hierárquica regimental própria, por força do caput do art. 2º, cujas competências do órgão estão genericamente estabelecidas no §3º da referida portaria, senão vejamos, ipsis litteris: Art. 2º A administração do porto, na qualidade de autoridade portuária, deverá estabelecer, na sua estrutura organizacional, diretamente subordinada ao seu dirigente máximo, unidade administrativa encarregada de organizar, gerenciar e supervisionar os serviços de segurança portuária.
§ 3º A unidade administrativa encarregada da segurança portuária terá a finalidade de planejar, gerenciar e executar os serviços de segurança no porto organizado, cumprindo a legislação, zelando pela ordem, disciplina e incolumidade das pessoas, imóveis, equipamentos, veículos, mercadorias e outros bens sob responsabilidade do porto.(g.n.)

### Poder de Polícia
É reconhecido que a Guarda Portuária em sua atribuição faz o manejo do Poder de Polícia que, não é da empresa administradora (personalidade jurídica de direito privado), mas sim da Autoridade Portuária que é um poder público, e portanto, atividades típicas de Estado, conforme entendimento jurisprudencial e também do parquet federal nos autos do Recurso Ordinário 0048200-83.2012.5.17.0013, que, se transcreve em parte, ipsis litteris:
| “Não podemos esquecer que a atividade da guarda portuária não se trata de uma mera vigilância patrimonial, tratando-se, na verdade, de prerrogativa da autoridade portuária no exercício de seu poder de polícia, que não é passível, pois, de ser transferida a particulares. ” “Como bem destacou o MPT na inicial (fl. 7) corresponde ela, na realidade, ao exercício do poder de polícia dentro dos portos, na medida em que lhe cabe o controle de acesso de pessoas e veículos ao Porto Público (restrição ao direito de ir e vir), em benefício da segurança (interesse público). ” “Logo, ao transferir a atividade da guarda portuária a empresas particulares, a ré está, ao mesmo tempo, esquivando-se da regra constitucional do concurso público e de cumprir sua atribuição ínsita ao poder de polícia.” (TRT17 – RO: 0048200-83.2012.5.17.0013, Relatora: DESEMBARGADORA WANDA LÚCIA COSTA LEITE FRANÇA DECUZZI, Data de Julgamento: 20/11/2014, Segunda Turma, Diário Eletrônico da Justiça do Trabalho – DEJT dia 26/11/2014) |

O Superior Tribunal de Justiça, em recente julgado(STJ - REsp: 1353727 SC 2012/0240829-2, Relator: Ministro OG FERNANDES, Data de Publicação: DJ 27/05/2015), também reconhece o exercício do Poder de Polícia da Guarda Portuária.
Cumulando-se o texto constitucional (art. 21, XII, alínea “f”) e o disposto na Lei de Portos (arts. 1º e 17, §1º, XV), abstrai-se que a atividade portuária, os serviços públicos ali geridos em caráter de exclusividade e revestidos de autoridade são em si, evidentemente serviços públicos de interesse da União em exercício do Poder de Polícia que não é da administração portuária, mas da Autoridade Portuária (competência exclusiva da União).

### Competência para processar e julgar desacato em face de Guarda Portuário
Para a análise de competência, tem que ser abstraído o que é ATO DE GESTÃO de ATO DE AUTORIDADE.
Como já mencionado, a existência implícita do poder de polícia da Guarda Portuária, reconhecida jurisprudencialmente, atrai a competência da Justiça Federal, isso porque afasta de imediato a competência da justiça comum que seria em razão de ato de gestão da administração portuária, pois, ao executar tal serviço de segurança pública portuária, em que pese o Guarda Portuário ter contrato de trabalho com a administração portuária (que poderá ser empresa pública municipal, estadual, federal, sociedade de economia mista, autarquia ou até mesmo a administração federal direta), se está executando um Serviço Público Federal, como já definiu o STF.
O Supremo Tribunal Federal – STF já corroborou toda a fundamentação aqui exposta, na lavra do Excelentíssimo Senhor Ministro Paulo Brossard enquanto relator nos autos do RE 172.816, ipsis litteris:
| “O processo de descentralização utilizado pela administração em nada altera a natureza pública do serviço a ela imputado. A lei é expressa a respeito, Decreto Lei 200, art. 4º. No caso, sobe de ponto a circunstância de que a sociedade de economia mista atingida pelo ato desapropriatório do Estado do Rio de Janeiro desempenha e explora serviço tipicamente federal, assim concebido pela própria Constituição. ” “Competindo à União, e só a ela, explorar, diretamente ou mediante autorização, concessão ou permissão, os portos marítimos, fluviais e lacustres, art. 21, XII, f, da Constituição, parece incontestável a natureza pública do serviço de docas, atribuído à recorrida e do qual ela se desincumbe em regime de exclusividade”. “Vê-se claramente visto, ele não se destina a atingir sociedade de economia mista ou empresa pública que, embora exercendo atividade econômica, não o faz em regime de concorrência, como a impetrante e recorrida, que desempenha serviço público federal, em regime de exclusividade, insuscetível de ser explorado por particular; Aqui a Cia. Docas do Rio de Janeiro faz as vezes da União da qual é “longa manus”.” |

Ainda no RE 172.816, no voto, o Eminente Ministro Carlos Velloso esclareceu enfaticamente que trata-se de “Serviço Público Federal”, senão vejamos, ipsis litteris:
| “Todavia, Sr. Presidente, se é possível fazer a distinção, é também possível a afirmativa no sentido de que às empresas públicas, ou sociedades de economia mista, que executam serviços públicos, não se aplica a regra inscrita no § 1º do art. 173 da Constituição. E, no caso, temos de reconhecer que a sociedade de economia mista recorrida executa serviço público federal (CF, art. 21, XII, f).” |

Isso porque como a Guarda Portuária executa atividades no uso de Poder de Polícia e esta está vinculada contratualmente a um ente cuja personalidade jurídica é de natureza privada (empresa pública e sociedade de economia mista), o Poder de Polícia executado não pode e nem poderia ser da própria natureza da administradora portuária, ainda no Supremo Tribunal Federal - STF, em decisão sobre a matéria em foco, exarada quando da apreciação da Ação Direta de Inconstitucionalidade nº ADI 1.717/DF, decidiu-se pela indelegabilidade de atividades típicas de Estado – como o exercício do poder de polícia – a entidades privadas. A ementa do acórdão apresenta o seguinte teor, ipsis litteris:
| DIREITO CONSTITUCIONAL E ADMINISTRATIVO. AÇÃO DIRETA DE INCONSTITUCIONALIDADE DO ART. 58 E SEUS PARÁGRAFOS DA LEI FEDERAL Nº 9.649, DE 27.05.1998, QUE TRATAM DOS SERVIÇOS DE FISCALIZAÇÃO DE PROFISSÕES REGULAMENTADAS. 1. Estando prejudicada a Ação, quanto ao § 3º do art. 58 da Lei nº 9.649, de 27.05.1998, como já decidiu o Plenário, quando apreciou o pedido de medida cautelar, a Ação Direta é julgada procedente, quanto ao mais, declarando-se a inconstitucionalidade do "caput" e dos § 1º, 2º, 4º, 5º, 6º, 7º e 8º do mesmo art. 58. 2. Isso porque a interpretação conjugada dos artigos 5º, XIII, 22, XVI, 21, XXIV, 70, parágrafo único, 149 e 175 da Constituição Federal, leva à conclusão, no sentido da indelegabilidade, a uma entidade privada, de atividade típica de Estado, que abrange até poder de polícia, de tributar e de punir, no que concerne ao exercício de atividades profissionais regulamentadas, como ocorre com os dispositivos impugnados. 3. Decisão unânime. (STF, ADI 1.717, Plenário, Rel. Min. Sydney Sanches, julgado em 07/11/2002, DJ 28/03/2003) |

A conclusão é óbvia, a natureza da função da Guarda Portuária não é em execução de ATOS DE GESTÃO, mas sim em ATOS DE AUTORIDADE (autoridade portuária), sendo que a vinculação não se dá exclusivamente para com a empresa administradora envolvida, mas para com a Autoridade Portuária por força do art. 17, §1º, XV da Lei 12.815/2013, sendo portanto, sua vinculação estrita ao Poder Público vez que é inconteste que a atividade envolve manejo do poder de polícia, com caráter de oficialidade, visando prover a segurança dos Portos, Terminais e Vias Navegáveis do País, sendo que, se vinculam às delegatárias ou concessionárias do Porto Organizado somente para os atos conquanto “Autoridade Portuária” e com a exclusiva finalidade de receberem seus vencimentos.
A corroborar essa linha de entendimento, releva destacar o disposto na Lei nº 11.079/2004 – que institui normas gerais para licitação e contratação de parceria público-privada no âmbito da Administração Pública –, notadamente no inciso III de seu art. 4º, que, ao estabelecer as diretrizes gerais para a espécie de contratação de que cuida, prevê expressamente a indelegabilidade do exercício do poder de polícia e de outras atividades exclusivas do Estado, desta feita, a Guarda Portuária exerce atividade ligada diretamente ao Poder Público, apenas vinculando-se às administradoras portuárias dos portos organizados no que diz respeito ao recebimento de seus salários (desde 1966 pela disposição do art. 9º, § 2º do Decreto-Lei nº 3, de 27 de janeiro 1966) devendo obedecer à hierarquia da entidade em que atua, mas apenas em questões puramente administrativas, como escala de férias, distribuição de processos e fixação de horários.
Acerca das competências para processar e julgar, já é pacífico a competência quando se trata de ato de autoridade exercida por delegação da União, senão vejamos algumas jurisprudências a respeito, transcreve-se uma jurisprudência de mandado de segurança por ato praticado por Reitor de instituição de ensino superior, declarada a competência da Justiça Federal justamente em razão da delegação da União, ipsis litteris:
| REEXAME NECESSÁRIO EM MANDADO DE SEGURANÇA - UNIVERSIDADE PARTICULAR - INDEFERIMENTO DE MATRÍCULA - ATO COATOR PRATICADO PELO REITOR - DELEGAÇÃO DA UNIÃO - COMPETÊNCIA DA JUSTIÇA FEDERAL. Em se tratando de mandado de segurança contra ato praticado por dirigente de Instituição de Ensino Superior Particular, a competência para julgamento e processamento do feito é da Justiça Federal, porquanto o ato de autoridade é exercido por delegação da União. (TJ-SC - MS: 236263 SC 2006.023626-3, Relator: Volnei Carlin, Data de Julgamento: 03/08/2006, Primeira Câmara de Direito Público, Data de Publicação: Reexame necessário em mandado de segurança n. 2006.023626-3, de Itajaí.) |

Enfim, esta é a jurisprudência firmada no Superior Tribunal de Justiça - STJ. Com efeito, "é compete à Justiça Federal processar e julgar mandado de segurança quando a autoridade apontada como coatora for autoridade federal (CRFB/1988, art. 109, VIII), considerando-se como tal também o agente de entidade, ainda que particular, desde que investido de delegação pela União, e, ponderando-se o disposto no Texto Fundamental, art. 21, inciso XII, alínea “f” cumulativamente com o art. 1º e 17, §1º, inciso XV da Lei 12.815/2013, pode se caracterizar a Autoridade Portuária como Autoridade Pública Federal, no caso, exercido por delegação da União, inclusive por se tratar de serviço de interesse da União consoante o disposto no art. 109, inciso IV e IX da CRFB/1988.
Importa dizer que até mesmo o Ministério Público Federal já ingressou perante a Justiça Federal em ação de improbidade administrativa em face de um Guarda Portuário justamente em razão da função exercida em nome de Autoridade Pública Federal, nos autos do processo originário da Primeira Vara Federal do Rio de Janeiro, 0023418-80.2009.4.02.5101.
O STJ já se pronunciou com relação a conflito de competência suscitado, e corroborou que a competência é da Justiça Federal, em razão da Delegação, senão vejamos, ipsis litteris:
| COMPETENCIA - CONFLITO NEGATIVO - ADICIONAL DE TARIFA PORTUARIA - DELEGAÇÃO LEGISLATIVA. A COMPANHIA DOCAS DO ESPIRITO SANTO, SOCIEDADE DE ECONOMIA MISTA ESTADUAL, CONCESSIONARIA DE ATIVIDADE E SERVIÇOS DE COMPETENCIA DA UNIÃO, E AUTORIDADE APONTADA DE COATORA NA COBRANÇA DO ADICIONAL DE TARIFA PORTUARIA E AGE POR DELEGAÇÃO LEGISLATIVA NO EXERCICIO DE ATRIBUIÇÕES DO PODER PÚBLICO, ESTANDO, PORTANTO, SUJEITA AO MANDADO DE SEGURANÇA, CUJA COMPETENCIA E DA JUSTIÇA FEDERAL. CONFLITO CONHECIDO PARA DECLARAR COMPETENTE O MM. JUÍZO FEDERAL DA 3A. VARA DA SEÇÃO JUDICIÁRIA DO ESTADO DO ESPIRITO SANTO. (STJ - CC: 16314 ES 1996/0007637-5, Relator: Ministro GARCIA VIEIRA, Data de Julgamento: 10/09/1997, S1 - PRIMEIRA SEÇÃO, Data de Publicação: DJ 06.10.1997 p. 49839) |

Em uma ocorrência de desacato, nos autos do processo 0001733-33.2015.8.22.0601 o Juiz de Direito acatou manifestação do Ministério Público e declinou a competência para a Justiça Federal para processar e julgar o delito de desacato em face de Guarda Portuário, mesmo vinculado à empresa pública estadual, em razão da função ser de natureza federal.
Em suma, a Guarda Portuária é regida conforme regulamentação da União Federal tendo em vista que a Lei é clara quando aduz que obedecerá a regulamentação expedida pelo poder concedente (Lei 12.815/2013, art. 17, §1º, inciso XV), o que retira a competência da Justiça Comum Estadual.
Destarte é possível afirmar que "compete à Justiça Federal processar e julgar crime de desacato cometido em face de guarda portuário". (LIMA, 2016)

## Armamento e Porte
- Revólver Taurus - calibre .38 SPL
- Pistola Taurus PT 938 - calibre .380 S&W
- Pistola Taurus PT 59 - calibre .380 S&W
- Pistola Imbel MD2 LX - calibre .380 S&W
- Espingardas Boito e CBC - calibre 12 (e menos-letal)
- Menos-letal Spark DSK-700

A Guarda Portuária ainda utiliza apenas os calibres não restritos porquanto ainda não há regulamentação do Exército (que controla calibres de uso restrito) para a utilização do calibre .40 S&W, 9mm, .357 Mag, ... por exemplo. Por outro lado, sequer há proposta para tal liberação uma vez que há a problemática jurídica da vinculação (ainda que mínima) à Administração Portuária que, em muitas vezes, tem personalidade jurídica de direito privado porquanto são Empresas Governamentais.
Erroneamente tem-se interpretado que o Porte de Arma do Guarda Portuário está restrito ao serviço, contudo, a legislação não faz esse tipo de restrição, existindo apenas a exigência legal contida no §2º do art. 6º da Lei 10.233/2003 (Estatuto do Desarmamento), tornando, pois, a concessão um ato administrativo vinculado.
| Art. 6º, §2º A autorização para o porte de arma de fogo aos integrantes das instituições descritas nos incisos V, VI, VII(Guarda Portuária) e X do caput deste artigo está condicionada à comprovação do requisito a que se refere o inciso III(comprovação de capacidade técnica e de aptidão psicológica para o manuseio de arma de fogo) do caput do art. 4º desta Lei nas condições estabelecidas no regulamento desta Lei. |

A inexistência de Corregedorias Seccionais (controle interno) próprio na estrutura regimental da Guarda Portuária tem sido empecilho para a facilitação do porte de arma institucional e pessoal. Atualmente o Porte de Arma Federal dos integrantes da Guarda Portuária estão condicionados à comprovação de aptidão técnica e psicológica perante à Polícia Federal (que é quem expede os portes de arma).

## Atuação da Guarda Portuária no ISPS Code
As exigências do ISPS Code são inúmeras, que, analisando sob a ótica da legislação pátria, seriam de execução impossíveis se não houver uma unidade de segurança com competência sobre a área jurisdicional do porto, observando a forma e a finalidade, no exercício das atribuições, limitando ou disciplinando os direitos, interesses ou liberdades, regulando a prática de ato ou a abstenção de fato, em razão do interesse público, vez que os portos são de relevante importância estratégica e a segurança portuária é tratada como segurança pública, até mesmo pela existência da Comissão Nacional de Segurança Pública nos Portos da Secretaria Nacional de Segurança Pública. Considerando que tal unidade de segurança, em sua atuação concernente à segurança, à higiene, à ordem, aos costumes, à disciplina, evite os abusos ou os desvios de poder, tal unidade, por força de lei, só pode ser a Guarda Portuária. (JÚNIOR, 2015, p. 20)
Atualmente para ter função de gestor(Superintendente, Coordenador etc. conforme disposição do Regimento Interno) na Guarda Portuária é necessário o Curso Especial de Supervisor de Segurança Portuária (Model Course 3.21: Port Facility Security Officer - PFSO) que é ministrado pela Secretaria Nacional de Segurança Pública - SENASP/MJ, sendo exigido também, nível de escolaridade superior e experiência mínima de 5 (cinco) anos devidamente comprovada na área de segurança, consoante disposição do caput do art. 2º da Portaria nº 350/2014 da Secretaria de Portos da Presidência da República.

## Atuação da Guarda Portuária conforme o Plano Nacional de Segurança Pública Portuária
Em razão do transporte fluvial e marítimo ser a principal via de passagem de mercadorias, riquezas e pessoas do Brasil para o exterior, a Guarda Portuária tem se especializado em inúmeras atividades de repressão ao crime, muitas vezes de acordo com a peculiaridade da região.
Assim, os portos federais, por serem considerados regiões de fronteira é dada ênfase no combate ao contrabando, descaminho e tráfico de drogas (com auxílio de cães farejadores); a Região Norte caracteriza-se pela repressão aos crimes ambientais, como extração e transporte de recursos naturais proibidos por lei.
De modo geral, são realizadas prisões a foragidos/procurados pela Justiça em trânsito pelos portos federais, recuperação de veículos roubados/furtados.

## Fiscalização de trânsito
A Guarda Portuária possui, dentre outras, a atribuição de aplicar o Código de Trânsito Brasileiro (Lei n.º 9.503/1997) nos portos.
A fiscalização de trânsito é realizada do modo simples e convencional, através dos formulários de notificação de infrações e de formas mais complexas, utilizando equipamentos direcionados, como radares de velocidade, etilômetros (popularmente denominados bafômetros) e outros mecanismos de aferição, como balanças. Após os prazos de defesa previstos em lei, as notificações geram as penalidades, na maioria dos casos na forma de multas.
Contudo a Guarda Portuária não é Autoridade de Trânsito nos termos do Código de Transito Brasileiro, de sorte que a emissão das multas é feita pelas autoridades de transito mediante convênio firmado com a Guarda Portuária, o que não impede o preenchimento do Auto de Infração de Trânsito pelo Guarda Portuário.
O objetivo principal da fiscalização de trânsito é a prevenção de acidentes e preservação da incolumidade das pessoas e do patrimônio.